# Fanchon Moreau
Françoise 'Fanchon' Moreau (1668 – 1743 circa) è stata un soprano francese, che apparteneva all'Académie Royale de Musique e anche una celebre bellezza, una delle preferite del Grande Delfino.

## Carriera operistica
Dopo la sorella maggiore Louison Moreau, Fanchon fece il suo debutto all'Opéra di Parigi nel 1683 nel prologo di Phaëton di Lully, probabilmente nel ruolo di Astrée. Rimase con la compagnia almeno fino al 1702. Sua sorella rimase fino al 1692, periodo durante il quale entrambe le sorelle furono chiamate Mlle Moreau, il che a volte rende difficile determinare chi cantava cosa. Si esibì in opere di Lully, Campra,  Charpentier, Destouches, Collasse, Desmarets e Theobaldo Gatti, incluse molte prime.

## Ruoli creati
- Astrée (?) in Phaëton di Lully (Parigi, 1683)
- Oriane in Amadis di Lully (Parigi, 1684)
- Sidonie in Armide di Lully (Parigi, 1686)
- Anne in Didon di Henri Desmarets (Parigi, 1693)
- Créuse in Médée di Charpentier (Parigi, 1693)
- Doris in Issé di Destouches (Parigi, 1697)
- Olympia in L'Europe galante di Campra (Parigi, 1697)
- Il ruolo principale in Hésione di Campra (Parigi, 1700)

## La celebrità
Come sua sorella, Fanchon ricevette le attenzioni di Luigi, il Gran Delfino. Anche Julie d'Aubigny, la spadaccina e cantante d'opera conosciuta come la "Maupin", si innamorò di lei e cercò di suicidarsi quando fu respinta. Fanchon in seguito divenne l'amante di lungo corso di Philippe de Vendôme, quarto duca di Vendôme.
La vivace vita amorosa di Fanchon è stata citata in La femme entre deux draps di François Couperin ed è stata anche oggetto della sua composizione per clavicembalo La tendre Fanchon.